# Thameslink Rail
Thameslink Rail – dawny brytyjski przewoźnik kolejowy działający w latach 1997-2006, należący do spółki Govia, będącej wspólną własnością Go-Ahead Group oraz Keolis. Spółka posiadała koncesję na obsługę połączeń na linii kolejowej Thameslink przebiegające przez obszar Wielkiego Londynu oraz okoliczne hrabstwa Hertfordshire, Bedfordshire, Surrey i West Sussex. Siedziba przedsiębiorstwa mieściła się w Londynie.
Przedsiębiorstwo powstało w 1997 roku, wkrótce po likwidacji państwowej spółki British Rail. Spółka obsługiwała dwa połączenia – z Bedford, przez Luton i St Albans do Londynu i dalej do Brighton oraz z Luton przez St Albans i centrum Londynu do jego południowej części, gdzie pociągi w pętli przejeżdżały m.in. przez Wimbledon i Sutton. Pociągi zatrzymywały się m.in. na londyńskich stacjach King's Cross Thameslink, City Thameslink, Blackfriars, Farringdon, London Bridge i East Croydon oraz zapewniały połączenie z portami lotniczymi Luton i Gatwick. W 2006 roku połączenia obsługiwane przez Thameslink Rail zostały przejęte przez spółkę First Capital Connect.